# Abderrazak El Albani
Abderrazak El Albani (arabisch عبد الرزاق الألباني‎, geboren in Marrakesch) ist ein französisch-marokkanischer Sedimentologe und Paläontologe. Er ist Professor an der Universität Poitiers (Hydrasa Laboratorium/CNRS) und vor allem durch die Entdeckung von 2,1 Milliarden Jahre alten mehrzelligen Fossilien in Schiefern bei Franceville in Gabun bekannt geworden – daher auch der Begriff „Gabonionten“. Die Fossilien stellen die ältesten bisher entdeckten Mehrzeller dar, die eine Größe von bis zu 17 cm erreichen.

## Leben
Abderrazak El Albani wurde im marokkanischen Marrakesch geboren. Er ist das jüngste von insgesamt zehn Geschwistern. Von Marrakesch aus ging El Albani nach Frankreich, um dort zu studieren, seine geologische Dissertation wurde 1995 akzeptiert. Im Anschluss an die Promotion ging er für drei Jahre (von 1996 bis 1998) an die Christian-Albrechts-Universität zu Kiel in Schleswig-Holstein, um dann schließlich 1999 beim Labor für Hydrogeologie und Bodenkunde der Universität von Poitiers anzuheuern, die zum „Centre national de la recherche scientifique“ (CNRS) gehört, dem nationalen Zentrum für wissenschaftliche Forschung. Der Professoren-Titel folgte 2010, im Jahr der Veröffentlichung seiner Forschungsergebnisse aus Gabun. Da sich seither in der Wissenschaft wenig und in der Öffentlichkeit so gut wie gar nichts bewegt hatte, ergriff El Albani die Initiative und sorgte für eine öffentliche Ausstellung der Fossilien im Naturhistorischen Museum Wien, die nicht weniger als einen Paradigmenwechsel bedeuten, also einen Wandel grundlegender Rahmenbedingungen für Geologie und Paläontologie des Präkambriums und damit eine komplette Umorientierung hinsichtlich der frühen Entwicklung des Lebens und der Evolution der irdischen Biosphäre überhaupt.

## Entdeckung
Seine entscheidende Entdeckung waren die „Gabonionten“, etwa 2,1 Milliarden Jahre alte Mehrzeller aus dem Paläoproterozoikum. Nordwestlich der Provinzhauptstadt Franceville wurden seit 2008 rund 450 Fossilien aus 45 verschiedenen Horizonten geborgen, manchmal mehr als 40 Individuen auf einem Quadratmeter. Während sonst die präkambrischen Schichten stark gestört sind durch Erosion, Abtragungen, Faltungen, tektonische Bewegungen und andere geologische Prozesse über Jahrmilliarden, findet sich hier eine „unglaubliche Stabilität“ (El Albani) des Beckens von Franceville. Die fossilreichen Schichten gehören zur „Franceville-Gruppe“, die zu einer bestens bekannten Gesteinsfolge gehört und über rund 35.000 Quadratkilometer in Südost-Gabun ausstreicht. Sie erreicht eine maximale Mächtigkeit von etwa 2.500 Metern. Diese Gesteinsgruppe besteht aus fünf nicht metamorphen, unveränderten und undeformierten Gesteinsschichten. Die Analyse der Lithofazies ergab die völlige Abwesenheit von Mikroben-Matten. Vor 2,1 Milliarden Jahren existierten die vielzelligen Lebewesen in einem mit Sauerstoff angereicherten ruhigen Flachwasser – wahrscheinlich in Kolonien auf dem Grunde des Meeres in 30 oder 40 Metern Tiefe. Sie bildeten ein Ökosystem mit Makro- und Mikroorganismen (Acritarchen).
Ein erster Artikel über die bedeutende Entdeckung El Albanis wurde 2010 in „Nature“ veröffentlicht. Am 25. Juni 2014 erschien in „PLOS ONE“ (internationale Online-Fachzeitschrift) die Gemeinschaftsarbeit von Professor El Albani und 27 weiteren Wissenschaftlern aus mehreren Ländern: “The 2,1 Ga Old Francevillan Biota: Biogenicity, Taphonomie and Biodiversity”. El Albani et al. legen sich endgültig fest: „Insgesamt ist zu sagen, dass die Franceville-Biota ein außergewöhnliches paläoproterozoisches sauerstoffhaltiges Ökosystem repräsentiert, das mehrere Typen makroskopischer Organismen enthält.“ Klargestellt wird noch einmal, dass es sowohl pyritisierte und teilpyritisierte als auch unpyritisierte Fossilien gibt, die aufgrund der Analysen die schon ausgeschlossene Behauptung, es handle sich bei den Gabonionten einfach um Pyritkonkretionen, nun auch ad absurdum führen. Ebenso habe die Analyse der Lithofazies „die Abwesenheit von Mikrobenmatten durch die gesamte fossilhaltige Schichtenfolge“ ergeben. Das bedeutet, dass die Strukturen nicht aus zufälligen Ausprägungen von Biomatten entstanden sein können, sondern anderen Ursprungs sein müssen.